# Sommarbarn

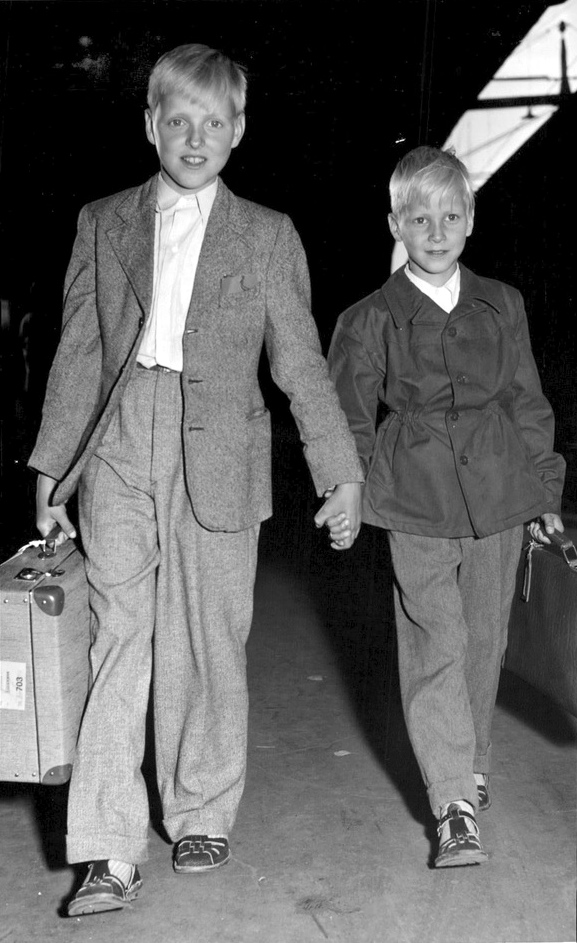
Två sommarbarn 1954.

Begreppet sommarbarn används för barn som sänts till skollovskoloni/barnkoloni eller feriehem. De som var sommarbarn i bemärkelsen feriebarn, bodde i ett sommarhem och hade sommarföräldrar.
Sommarbarn kallas också de barn som sänts ut på privat initiativ där barnens egna föräldrar själva ordnat resa och vistelse i sommarhem på landet, hos en släkting eller genom annonsering efter sommarhem.